# Søren Birch
Søren Birch (født 1955) er en dansk komponist og dirigent. Han fik afgangseksamen fra Det Jyske Musikkonservatorium i 1981 i kor- og ensembleledelse og har siden modtaget videreuddannelse i Sverige indenfor korledelse og i Tjekkiet indenfor orkesterdirektion.
Han er i dag  underviser ved Kirkemusikskolen i Løgumkloster og har tidligere været har været docent ved Det Jyske Musikkonservatorium i kor- og ensembleledelse. Han har tillige undervist ved Syddansk Musikkonservatorium.
Han stiftede kammerkoret Coro Misto i Aalborg i 1991, og siden marts 2011 har han tillige dirigent for Midtjysk Kammerkor, som han også var med til at stifte. Som dirigent har han dirigeret flere orkestre, heriblandt Aalborg Symfoniorkester, Norddeutsche Sinfonietta, Det Jyske Ensemble, Prinsens Musikkorps og mange flere. I 2005 vandt Søren Birch Holmboe Prisen ved musikfestivalen Holmboe i Horsens med kompositionen “Gør dig rede” for lige stemmer og orgel.
Han komponerer både for ligestemmigt kor og blandet kor, men han har også komponeret meget for forskellige instrumentkonstellationer, større ensembler og orkester. Mange af hans værker for kor er udgivet på Edition Egtved, Edition Wilhelm Hansen og på Forlaget Mixtur.
Søren Birch er repræsenteret i den 18. udgave af Højskolesangbogen med sangen "Nu er den skønne dag forbi" med tekst af Aage Berntsen, og i den 19. udgave med sangen "Du bærer din fortid" med tekst af Benedicte Præstholm.
Søren Birch er medlem af Dansk Komponistforening og Dansk Kapelmesterforening.